# 1 Litewski Ochotniczy Pułk Policyjny
1 Litewski Ochotniczy Pułk Policyjny (niem. Litauische Freiwillige Polizei Regiment 1) – policyjna jednostka kolaboracyjna złożona z Litwinów pod koniec II wojny światowej.
Pułk został utworzony 3 lipca 1944 r. w Gdańsku na bazie czterech batalionów Schutzmannschaft:
- 2 Litewskiego Batalionu Schutzmannschaft (został przekształcony w I batalion pułku),
- 9 Litewskiego Batalionu Schutzmannschaft (II batalion pułku),
- 255 Litewskiego Batalionu Schutzmannschaft (III batalion pułku),
- 257 Litewskiego Batalionu Schutzmannschaft (IV batalion pułku).

Na czele pułku stanął ppłk Antanas Špokevičius. Pierwotnym zadaniem pułku była walka z partyzantami, ale wobec zbliżenia się Armii Czerwonej do granic ziem litewskich, niemieckie dowództwo wysłało Litwinów na front. Podczas ciężkich walk pułk został zamknięty wraz z niemieckimi jednostkami frontowymi i trzema litewskimi batalionami Schuma w tzw. Kotle Kurlandzkim. Poniósł bardzo duże straty. Skapitulował razem z pozostałymi oddziałami na początku maja 1945 r.